# 馬拉卡鎮區 (愛荷華州傑斯帕縣)
馬拉卡鎮區（英語：Malaka Township）是位於美國愛荷華州傑斯帕縣的一個行政鎮區。

## 地方資料
根據2010年美國人口普查的數據，馬拉卡鎮區的面積為92.37平方千米，當中陸地面積為92.34平方千米，而水域面積為0.03平方千米。當地共有人口313人，而人口密度為每平方千米3.39人。